# Frida Leider

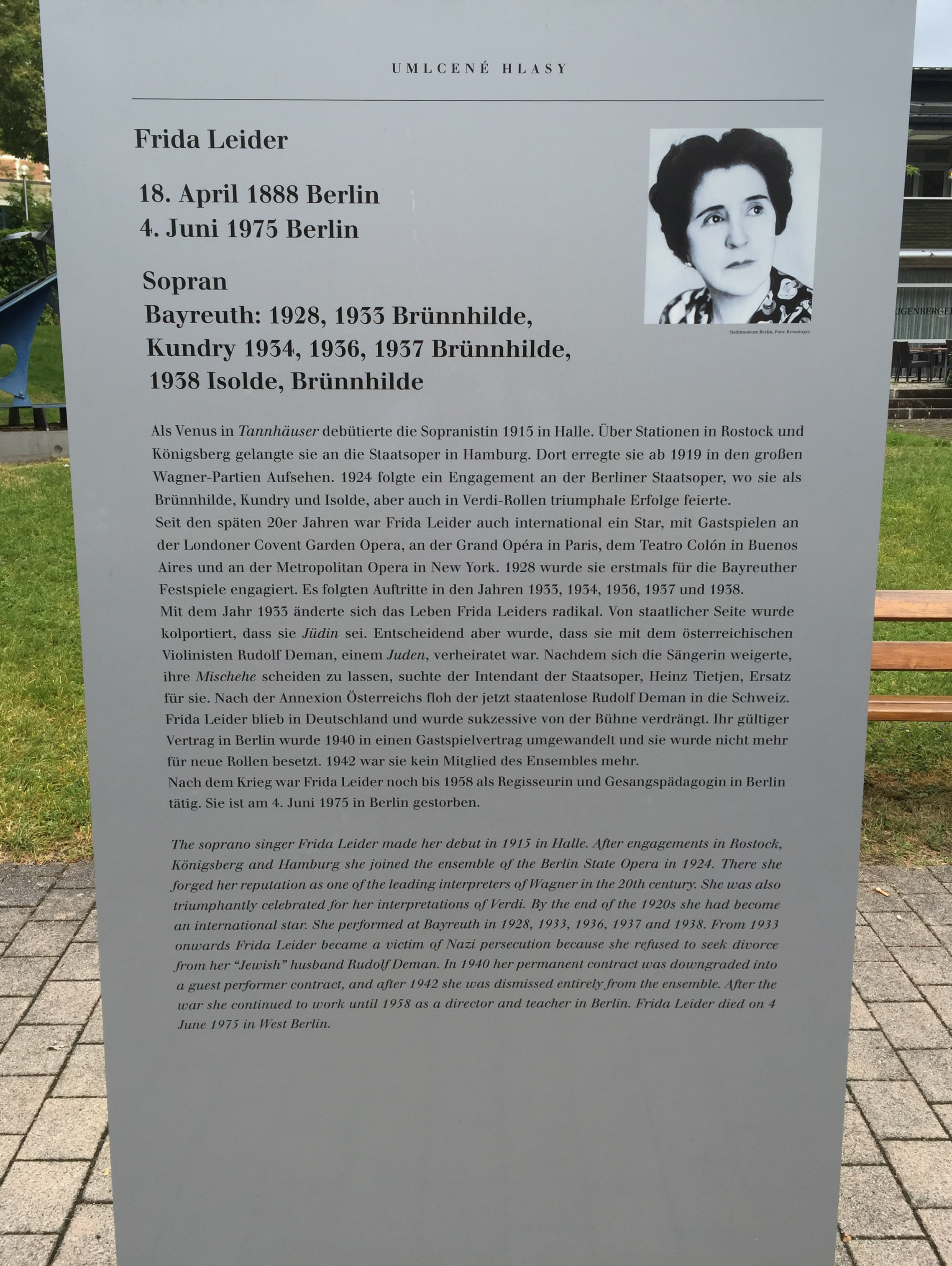
Gedenktafel für Frida Leider in Bayreuth

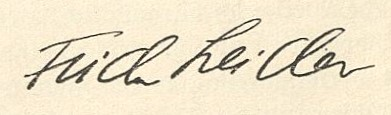
Signatur (1938)

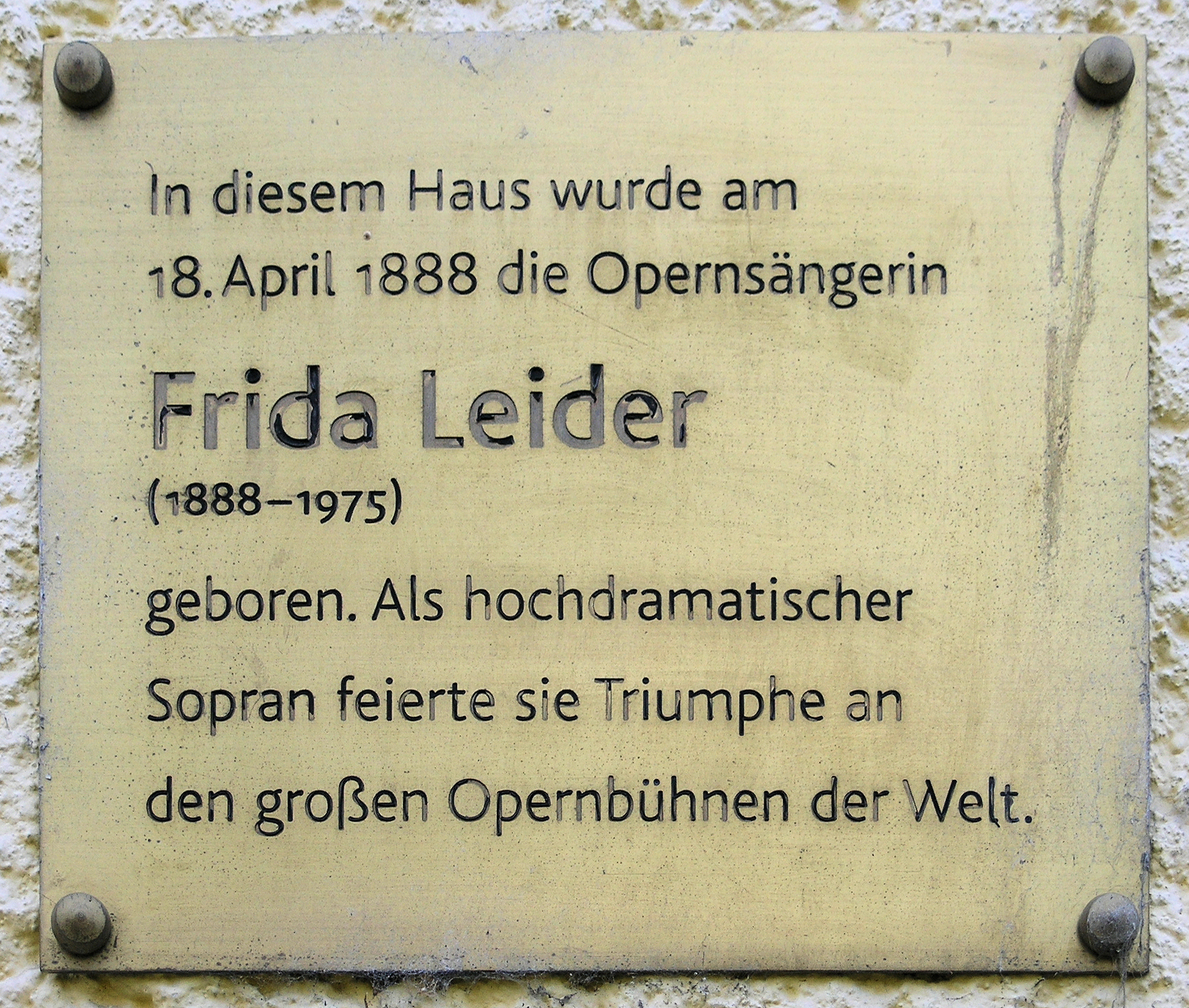
Gedenktafel am Haus Granseer Straße 9, in Berlin-Mitte

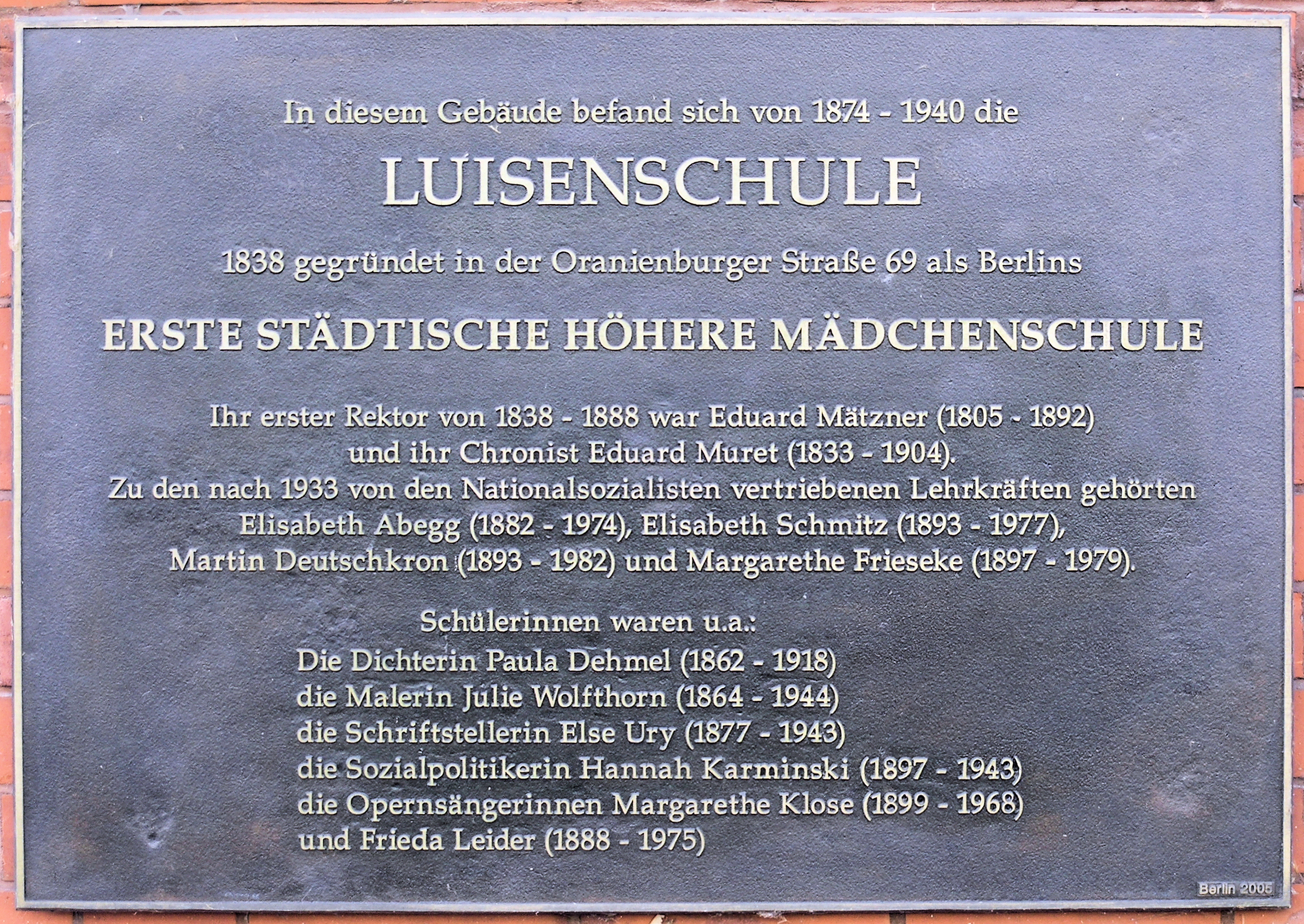
Gedenktafel am Haus Ziegelstraße 12, in Berlin-Mitte

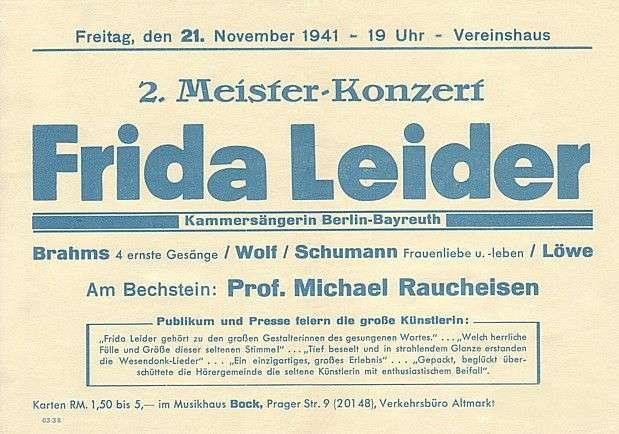
Konzertplakat aus Dresden aus dem Jahr 1941

Frida Leider (* 18. April 1888 in Berlin; † 4. Juni 1975 in Berlin-Westend) war eine hochdramatische Sopranistin und eine der bedeutendsten Opernsängerinnen der 1920er und 1930er Jahre.

## Leben
Anna Frida Leider stammte aus einfachen Verhältnissen, ihr Vater Ernst Leider (* 1859 Angermünde; † 1904 Berlin) war Zimmermann, ihre Mutter Anna Leider, geb. Redlich (* 1869, Grabkow, Kreis Crossen; † 1948, Berlin-Charlottenburg) war Plätterin. Trotzdem erhielt sie zunächst eine gute Schulbildung an einer Handelsschule. Die weitere Ausbildung scheiterte aber durch den frühen Tod des Vaters, weshalb sie als Bankangestellte arbeitete und nur in ihrer Freizeit Gesangsunterricht bei verschiedenen Lehrern nehmen konnte und im Chor sang.
Ihr erstes Engagement erhielt sie 1915 am Stadttheater von Halle, wo sie als Venus im Tannhäuser debütierte. In den Folgejahren führte sie ihr Weg über Rostock und Königsberg an die Hamburgische Staatsoper, wo sie von 1919 bis 1923 fest engagiert war. In dieser Zeit wurde sie bekannt, machte ihre ersten Schallplattenaufnahmen und erarbeitete sich ein breites Repertoire (u. a. die Donna Anna im Don Giovanni, die Leonore in Fidelio, die Norma, die Aida, vor allem aber die großen Wagner-Partien wie die Isolde und die Brünnhilde).
1921 gastierte sie erstmals als Isolde an der Staatsoper ihrer Heimatstadt Berlin, die ab 1923 ihr Stammhaus wurde und der sie während ihrer ganzen Karriere eng verbunden blieb. Von Berlin aus führten sie nun regelmäßige Gastspiele an die großen Opernhäuser der Welt, u. a. das Royal Opera House Covent Garden in London (von 1924 bis 1938 jedes Jahr), an die Wiener Staatsoper (ab 1924), die Mailänder Scala (ab 1927), das Nationaltheater München, die Pariser Opéra, das Teatro Colón in Buenos Aires, nach Chicago, Zürich, Stockholm usw. Auch an der Metropolitan Opera in New York (Antrittsrolle: Isolde) trat sie in der Saison 1933/34 in 20 Vorstellungen von fünf Wagner-Rollen auf. Daneben sang sie auch bei den Wagnerfestspielen in der Zoppoter Waldoper (1924, 1925, 1927) und den Bayreuther Festspielen (1928 bis 1938). In dieser Zeit galt sie als gesuchteste Wagnersängerin der Welt.
In Deutschland allerdings wurde ihre Situation ab 1933 zunehmend schwieriger, weil ihr Ehemann, einer der Konzertmeister der Berliner Staatsoper, Professor Rudolf Deman (1880–1960), Jude war, und sie eine im nationalsozialistischen Deutschland geforderte Scheidung ablehnte. Für ihre weiteren glanzvollen Auftritte in Adolf Hitlers Bayreuth wurde sie im Ausland stark kritisiert. Nach der Reichspogromnacht 1938 konnte Deman, der seine Karriere in Deutschland aufgeben musste, in die Schweiz fliehen. Leider selbst blieb in Deutschland bei ihrer Mutter, sie ließ sich unter dem Druck der Rassengesetze 1943 scheiden. Das Ehepaar nahm aber 1946, nach Demans Rückkehr aus dem Exil, die eheliche Gemeinschaft wieder auf. Sie stand 1942 zum letzten Mal auf der Opernbühne. Danach gab sie nur noch Liederabende.
Nach Kriegsende hätte die Sängerin zwar die Möglichkeit gehabt, wieder auf der Bühne zu singen, sie entschied sich aber dagegen und übernahm stattdessen von 1945 bis 1952 die Leitung des Gesangsstudios der Staatsoper. Daneben begann sie damit, Regie zu führen, u. a. bereits 1945 bei Engelbert Humperdincks Hänsel und Gretel und 1947 in einer von Wilhelm Furtwängler dirigierten Inszenierung von Tristan und Isolde. Von 1948 bis 1958 hatte sie außerdem eine Professur an der Berliner Musikhochschule inne. Vom entnazifizierten Opportunisten Heinz Tietjen wurde sie wegen ihrer Anpassung in der Zeit des Nationalsozialismus öffentlich geschmäht.
Am 16. Januar 1946 trat Leider im Berliner Admiralspalast zusammen mit der Altistin Margarete Klose zum letzten Mal auf.
1959 veröffentlichte die Sängerin ihre Memoiren unter dem Titel: Das war mein Teil – Erinnerungen einer Opernsängerin. Danach zog sie sich aus der Öffentlichkeit weitgehend zurück.

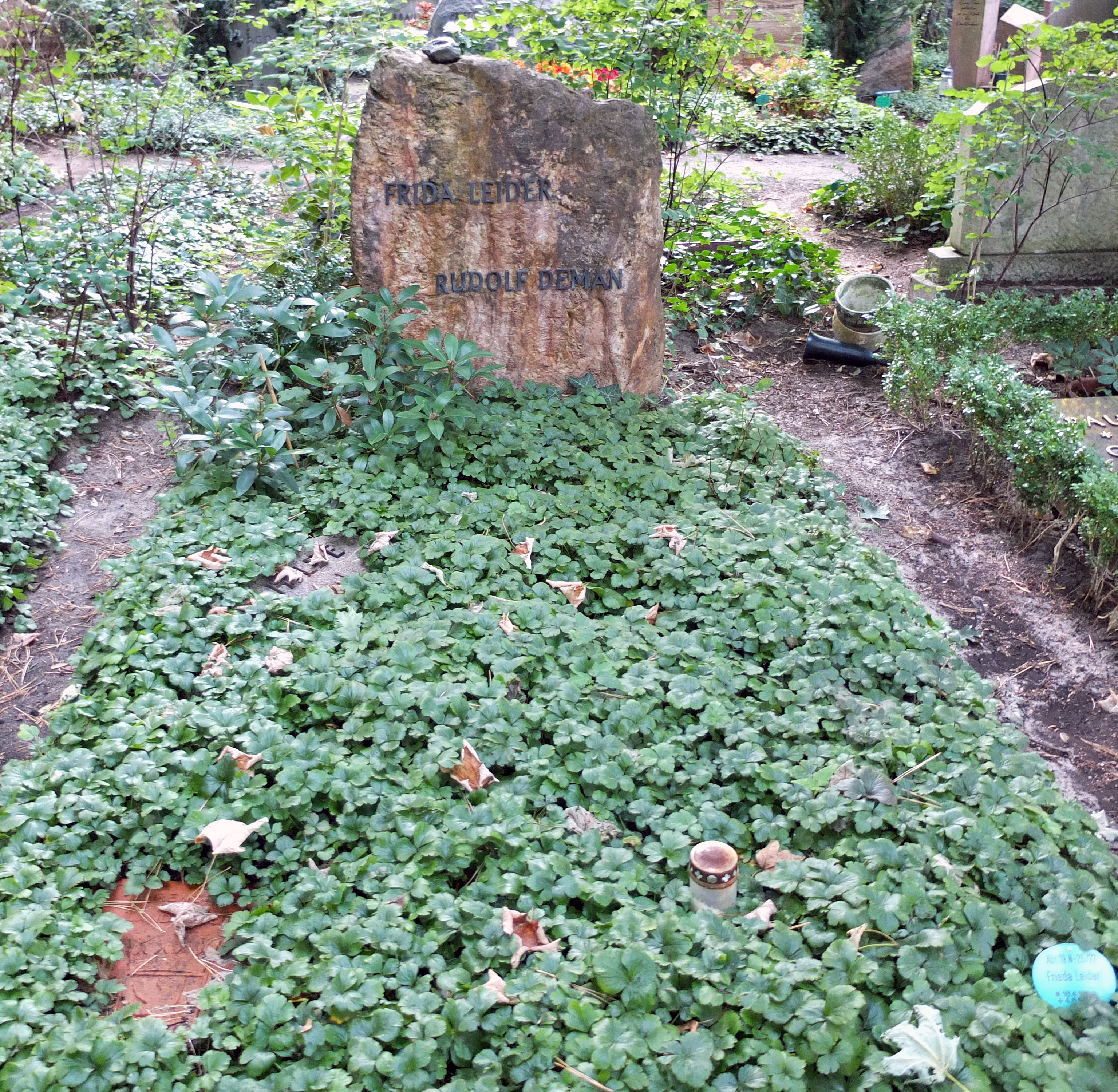
Ehrengrab von Frida Deman-Leider auf dem Friedhof Heerstraße in Berlin-Westend

Frida Deman-Leider starb 1975 im Alter von 87 Jahren im Berliner Paulinenkrankenhaus. Beigesetzt wurde sie neben ihrem 1960 verstorbenen Gatten auf dem Friedhof Heerstraße im Bezirk Charlottenburg im heutigen Ortsteil Berlin-Westend. Auf Beschluss des Berliner Senats ist die letzte Ruhestätte von Frida Deman-Leider (Grablage: Feld 19-N-26/27) seit 1978 als Ehrengrab des Landes Berlin gewidmet. Die Widmung wurde 1999 um die übliche Frist von zwanzig Jahren verlängert.
Um den künstlerischen Nachlass der Sängerin kümmert sich heute die Frida-Leider-Gesellschaft mit Sitz in Berlin.

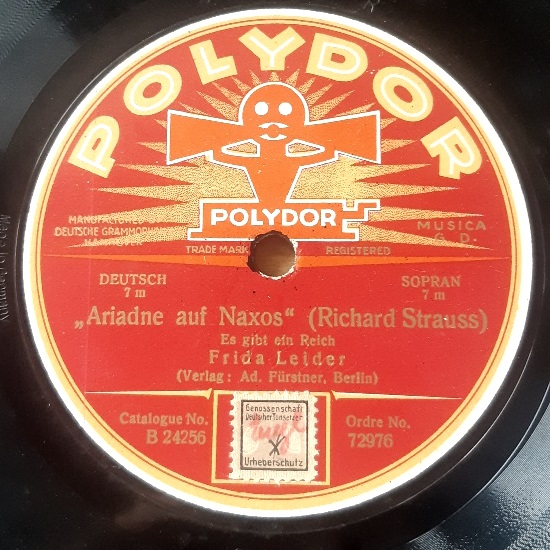
Schallplatte von Frida Leider (Berlin 1925)

Schallplatten erschienen bei Grammophon (Berlin 1921–26) und Electrola (Berlin 1927–28, London 1929–31 sowie Berlin 1941). 1942 entstanden weitere Liedaufnahmen bei Electrola, die jedoch unveröffentlicht blieben.

## Auszeichnungen
- Sie wurde am 18. Oktober 1933 von König Christian X. von Dänemark mit der dänischen Verdienstmedaille Ingenio et arti ausgezeichnet.[8]
- Am 23. Oktober 1968 wurde ihr das Bundesverdienstkreuz 1. Klasse verliehen.

## Bedeutung
Frida Leider verfügte über ein sehr großes, vielseitiges Repertoire. Sie sang nicht nur Rollen in Wagner-Werken, sondern führte auch Werke von Verdi und Mozart auf, „um ihre Stimme nicht zu einseitig zu belasten.“ Sie bildete einen ganz eigenen Wagner-Stil aus, „der stilistische Elemente des Belcanto einbezog. Sie erzielte damit eine Geschmeidigkeit des Tons und Farbigkeit des Timbres, die ihren Weltruhm als Wagner-Sängerin begründeten und bis heute als vorbildlich, aber unerreicht gelten.“

## Schriften
- Das war mein Teil – Erinnerungen einer Opernsängerin. Herbig, Berlin 1959. (Autobiografie)
- Playing my part. Calder and Boyars, London 1966. (Englische Übersetzung der Autobiografie, Diskografie)
- Das war mein Teil. Henschel, Berlin (DDR) 1981. (Leicht gekürzte Ausgabe mit einem zusätzlichen Text Leiders Aus dem Nachlaß von 1973, Diskografie)